# 塞特勒斯鎮區 (愛荷華州蘇縣)
塞特勒斯鎮區（英語：Settlers Township）是位於美國愛荷華州蘇縣的一個行政鎮區。

## 地方資料
根據2010年美國人口普查的數據，塞特勒斯鎮區的面積為45.34平方千米，當中陸地面積為45.32平方千米，而水域面積為0.02平方千米。當地共有人口166人，而人口密度為每平方千米3.66人。